# Beauvoir-sur-Mer
Beauvoir-sur-Mer è un comune francese di 3 909 abitanti situato nel dipartimento della Vandea nella regione dei Paesi della Loira.

## Società

### Evoluzione demografica
Abitanti censiti